# This Is England '86
This Is England '86 è una miniserie televisiva britannica del 2010, sequel del film This Is England del 2006. La serie è ambientata tre anni dopo i fatti del film e i personaggi sono gli stessi.

## Produzione
Dopo aver finito This Is England Shane Meadows aveva molto materiale e parecchie idee non utilizzate e così in collaborazione con Channel 4 e Film4 sviluppò il progetto di una serie televisiva. Meadows non solo ha voluto approfondire la storia della banda, ma vedeva nell'esperienza dei giovani del 1986 molte similitudini con l'attualità: la recessione, la disoccupazione e la sensazione che il mondo sia ad un punto di svolta. La storia e i dialoghi del personaggio di Harvey era inizialmente stati ideati per Puckey, uno dei personaggi del film, ma l'attore Jack O'Connell non era disponibile per la serie televisiva essendo già impegnato in altri progetti.
Le riprese sono state effettuate a Sheffield e nei suoi dintorni.

## Trama

### Episodio 1
Shaun e Combo sono in macchina, sul sedile posteriore c'è il sangue di Milky dopo che è stato portato all'ospedale. Tre anni dopo i mondiali in Messico sono alle porte, Shaun sta dando i suoi ultimi esami scolastici, Lol e Woody si stanno preparando per il giorno delle loro nozze.
Shaun desidererebbe una moto con quale fare il giro dell'Inghilterra, la madre invece ha altri piani per lui e gli fissa un appuntamento al centro per l'impiego. Al matrimonio ci sono Kel, Smell, Trev, Gadget, Harvey, Milky, Meggy e Banjo; vengono anche i genitori di Woody ma la madre di Lol non si è fatta viva. Durante la cerimonia, proprio sul punto dire "lo voglio" Woody per paura si tira indietro, intanto Meggy si sente male e ha un attacco di cuore, a bordo di un'ambulanza viene portato in ospedale.
Shaun viene fermato da una gang di casual su degli scooter capeggiati da Flip, il quale chiede a Shaun di andare da una loro amica e offenderla in modo che lui possa difenderla e fare bella figura nei suoi confronti. Il piano fallisce miseramente, Shaun si prende un pugno in faccia da Flip e inoltre perde l'appuntamento per il lavoro. Mentre è sul ciglio della strada incontra i genitori di Lol e Kel che lo accompagnano nello stesso ospedale dove si trovano gli altri, qui incontra Smell e le dice che non ha più passato il tempo con loro perché si sentiva in colpa per quello che Combo aveva fatto a Milky, Smell invece gli dice che era solo un bambino e non aveva nessuna responsabilità.
Lol si confida con Milky e, ricordandogli che quando erano piccoli veniva corteggiata da lui e da Woody, gli dice che forse aveva scelto il ragazzo sbagliato.

### Episodio 2
Shaun ritorna a far parte della "banda" dopo che nel cuore della notte i suoi amici si mettono a cantare davanti a casa sua per ricordagli il loro affetto.
Shaun passa le giornate sul divano davanti alla televisione e pensa di prendere il sussidio di disoccupazione come altri suoi amici, la madre invece lo fa assumere dal signor Sandhu nel suo videonoleggio. Durante una festa Gadget vede Kel mentre si bacia con un ragazzo, esce in giardino per piangere e viene consolato da Trudy che lo invita in casa sua e lo seduce. Mentre hanno un rapporto sessuale vengono interrotti da Winston, il figlio di Trudy, in cui Gadget vede una forte somiglianza con l'amico Meggy.
Woody è stato promosso nella fabbrica nella quale lavora e i suoi compiti ora richiedono maggiori responsabilità, va a vivere insieme a Lol in un appartamento che non è in un buono stato e che la fidanzata trova orrendo. Nonostante gli sforzi di Woody per renderlo più accogliente Lol non riesce ad ambientarsi nel nuovo appartamento, decide di ritornare a casa sua ma qui trova Mick, il padre, che se ne era andato dopo essere stato accusato di avere abusato di lei. Lol è scossa, va da Woody al lavoro per parlare di questo fatto ma lui è troppo impegnato, corre allora tra le braccia di Milky e passa la notte con lui.
Mentre rientra a casa dal lavoro, Shaun trova la madre a letto con Sandhu, lei gli dice che la relazione va avanti già da un po' di tempo e che l'uomo si trasferirà da loro, Shaun è sconvolto e scappa di casa.

### Episodio 3
È il giorno del compleanno del padre di Shaun e lui si reca ad un monumento in memoria dei soldati caduti, mentre a casa la madre viene omaggiata con dei fiori da parte di alcuni militari.
Smell porta a Shaun un po' di vestiti di suo padre e poi, parlandogli, cerca di convincerlo a tornare a casa ed a riappacificarsi con la madre. Lol e Woody litigano, appena lui esce di casa Milky entra nell'appartamento per copulare con Lol, poco dopo arriva il padre di Lol che nega le accuse che la figlia gli muove contro e poi la minaccia. Il capo di Woody gli concede il pomeriggio libero ma gli assegna il turno serale proprio in concomitanza con la partita dei mondiali tra Inghilterra e Polonia. I ragazzi organizzano una partitella di calcio ma all'arrivo di Flip con la sua gang scatta una rissa, quando giunge la polizia tutti scappano. Gadget ormai si è stabilito da Trudy, Harvey gli fa notare che questa relazione lo sta cambiando e gli consiglia di troncare.
Milky si sente in colpa per quello che ha fatto al suo migliore amico, dopo aver litigato con Lol va a trovare Woody in officina che segue la partita alla radio. Trev cerca Kel a casa sua, però l'amica è già al pub con gli altri a vedere la partita, trova Mick che invece le dice che sarebbe tornata subito e dopo averla invitata ad aspettarla dentro la violenta.
Mentre Shaun è in casa sua con la madre e Smell a guardare la partita in televisione piomba nel loro salotto Combo in stato di ubriachezza e con una ferita alla testa.

### Episodio 4
L'Inghilterra accede ai quarti di finale dei mondiali dove, per la prima volta dopo la guerra delle Falkland, affronterà l'Argentina in una manifestazione sportiva.
Combo, dopo aver passato la notte sul divano in casa di Shaun, rivela che è tornato in città perché la madre sta morendo. Dopo essersi dato una sistemata Shaun lo accompagna nell'appartamento della madre, ma ormai è troppo tardi: è morta la sera prima.
Milky decide di interrompere la relazione clandestina con Lol, la quale poi fa pace con Woody. Durante una chiacchierata Woody dice a Milky che è molto dispiaciuto per non aver sposato Lol, l'amico gli ricorda di quando avevano 14 anni e in un solo giorno riuscirono a procurarsi uno scooter, così lo spinge ad organizzare il matrimonio il giorno stesso.
Trev confessa a Lol la terribile violenza che ha subito la sera precedente, ma non vuole che nessun altro lo venga a sapere. Lol va a casa sua per affrontare il padre, lo trova proprio mentre si sta preparando per scappare nuovamente, i due hanno una colluttazione durante la quale l'uomo cerca di violentarla ma Lol lo colpisce ripetutamente con un martello fino ad ucciderlo. Combo, che era andato a casa di Lol per vederla, quando arriva si trova davanti al cadavere di Mick e decide di addossarsi la colpa dell'omicidio. Questo gesto di redenzione lo porta ad essere condannato e rinchiuso in prigione.

## Personaggi e interpreti
- Shaun Fields, interpretato da Thomas Turgoose.
Ha 15 anni, vive con sua madre, suo padre è morto nella guerra delle Falkland. Dopo la drammatica aggressione di Combo nei confronti di Milky non ha più frequentato gli amici.
- Lol, interpretata da Vicky McClure.
Frances Lorraine Jenkins, soprannominata Lol (diminutivo di Lollipop) è fidanzata con Woody.
- Woody, interpretato da Joseph Gilgun.
Richard James Woodford, detto Woody, è il leader del gruppo di amici skinhead.
- Milky, interpretato da Andrew Shim.
Uno skinhead di origini giamaicane.
- Smell, interpretata da Rosamund Hanson.
Michelle è una ragazza dal look dark, è molto amichevole e sempre disponibile a parlare con gli amici.
- Gadget, interpretato da Andrew Ellis.
Gary, detto Gadget, è un ragazzo un po' goffo spesso preso in giro dai suoi amici. Ha una cotta per Kel.
- Kelly, interpretata da Chanel Cresswell.
Kel è la sorella minore di Lol.
- Harvey, interpretato da Michael Socha.
Ai tempi della scuola ha litigato con Shaun ma ora sono amici. Cerca di difendere la madre e la sorella dal padre violento.
- Trev, interpretato da Danielle Watson.
una ragazza del gruppo di skinhead.
- Meggy, interpretato da Perry Benson.
Ronald Megford, detto Meggy, è uno dei membri più adulti della compagnia di amici.
- Banjo, interpretato da George Newton.
vecchio compagno di galera di Combo, dopo l'aggressione di quest'ultimo è rimasto nel gruppo.
- Cynthia Fields, interpretato da Jo Hartley.
madre di Shaun, lavora come parrucchiera in uno dei negozi gestiti dal signor Sandhu.
- Chrissy, interpretato da Katherine Dow Blyton.
madre di Lol e Kel.
- Mick, interpretato da Johnny Harris.
padre di Lol e Kel. Viene riaccolto in casa dopo un periodo di assenza.
- Trudy, interpretato da Hannah Walters.
un tempo aveva un negozio di scarpe, ora lavora in una cappella per matrimoni. Ha un figlio di nome Winston.
- Signor Sandhu, interpretato da Kriss Dosanjh.
gestisce diverse attività commerciali.
- Flip, interpretato da Perry Fitzpatrick.
un bullo a capo di una gang motorizzata.
- Higgy, interpretato da Joseph Dempsie.
braccio destro di Flip
- Combo, interpretato da Stephen Graham.
Andrew Gascoigne, soprannominato Combo, è uno dei più vecchi amici di Woody. Al suo ritorno, dopo essere stato in galera, aggredisce Milky riducendolo in fin di vita. È sempre stato innamorato di Lol, quando aveva 17 anni si è scontrato con Mick, avendo poi la peggio, dopo aver saputo degli abusi commessi sulla figlia.

## Premi
- BAFTA Television Awards 2011
  - Migliore attrice (Vicky McClure)
  - Miglior trucco (Catherine Scoble)
- RTS Programme Awards 2010
  - Migliore attrice (Vicky McClure)
  - Migliore autore drammatico (Shane Meadows e Jack Thorne)